# Sakskøbing Fjord
Sakskøbing Fjord er en cirka otte km lang  fjord, der går Smålandsfarvandet, øst for Bandholm, forbi  anløbsbroen ved Orebygård og Oreby Mølle, hvor den snævrer helt ind så det mere ligner en å, ind til havnen i Sakskøbing på Lolland. Der er en sejlrende med en dybde på   3,0 m ind til havnen,  der kan besejles af skibe op til 82 meters længde, og en bredde på  12 m.
Vest for den smalle  del af fjorden ligger Maltrup Skov ligger det lille Natura 2000 område nr. 174 Maltrup Skov der er et vigtigt levested for den sjældne bille, eremit. Den ydre, brede del af fjorden er en del af Natura 2000-område nr. 173 Smålandsfarvandet nord for Lolland, Guldborgsund, Bøtø Nor og Hyllekrog-Rødsand, og er både habitatområde, fuglebeskyttelsesområde og ramsarområde . Området er rigt på fugle og der er registreret 70 fuglearter i DOF-basen .